# Wanderbewegung
Die Wanderbewegung ist eine Bewegung zur Förderung des Wanderns als Sportart und Möglichkeit, die Natur zu erleben. Zu ihren Tätigkeitsfeldern zählen auch die Jugendarbeit und der Naturschutz.

## Deutschland
Die Wanderbewegung erlebte ihren ersten Höhepunkt in der Romantik, unter anderem mit den Schriftstellern Wackenroder und Tieck. Auch im regionalen Bereich haben manche Dichter – teilweise erst postum wie zum Beispiel Peter Rosegger in der Waldheimat – eine starke Wanderbewegung ausgelöst.
In Deutschland institutionalisierte sich die Bewegung seit Ende des 19. Jahrhunderts unter den Bürgern und schließlich auch den Arbeitern. Sie organisierte sich in Wandervereinen und Verbänden. Ihre Arbeit umfasste auch das Anlegen und Auszeichnen von Wanderwegen sowie das Errichten von Schutzhütten und Wanderheimen. Ein Teil der Wanderer betrieb auch Bergwandern und/oder Bergsteigen; viele von ihnen organisierten sich in Gebirgsvereinen. Wachsender Wohlstand nach dem Krieg 1870/71, die zunehmende Anerkennung des Urlaubsanspruches und das dichte Schienennetz (siehe auch Geschichte der Eisenbahn) begünstigten das Reisen in Erholungsgebiete (siehe auch Tourismus). 
- 1864: Schwarzwaldverein – gegründet in Freiburg im Breisgau
- 1868: Taunusklub-Stammklub (damals „Bund der Feldbergläufer“)
- 1869: Deutscher Alpenverein
- 1878: Erzgebirgsverein
- 1878: Rhönklub
- 1880: Thüringerwald-Verein, Spessartverein
- 1881: Düsseldorfer Wanderbund
- 1883: Verband Deutscher Gebirgs- und Wandervereine; erster deutscher Wandertag in Fulda
- 1888: Eifelverein; Schwäbischer Albverein
- 1890: Verein für Mosel, Hochwald und Hunsrück, heute Hunsrückverein
- 1891: Sauerländischer Gebirgsverein (gegründet in Arnsberg)
- 1895 entstanden die Naturfreunde
- 1896: Wandervogel (Bewegung von Schülern und Studenten; Beginn der Jugendbewegung; setzte auch für Reformpädagogik, Freikörperkultur und Lebensreformbewegung im ersten Drittel des 20. Jahrhunderts wichtige Impulse)
- 1903 Pfälzerwald-Verein (Dachverband im südlichen Rheinland-Pfalz)
- 1907 Saarwald-Verein
- 1909 wurde eine erste Pfadfindergruppe in München gegründet
- 1914 wurde der Hauptausschuß für deutsche Jugendherbergen selbständig – Beginn des Deutschen Jugendherbergswerks
- 1952: Deutsche Wanderjugend
- 1962: Europäische Wandervereinigung

## Andere Länder
- 1857: Alpine Club – ältester Bergsteigerverband der Welt
- 1862: Österreichischer Alpenverein
- 1863: Club Alpino Italiano
- 1874: Club Alpin Français
- 1880: Siebenbürgischer Karpatenverein